# Нафтогазовидобувне управління
Нафтогазовидобувне управління — основна вітчизняна організаційна форма управління виробництвом з видобування нафти і газу. Нафтогазовидобувне управління (НГВУ) може зустрічатися й в інших формах: нафтовидобувне управління (НВУ, збільшений промисел та ін.). Організаційна структура і взаємовідносини всередині підприємства і між окремими його підрозділами в усіх таких організаціях і різновидах нафтогазовидобувних підприємств у цілому такі ж, що і в НГВУ.
Основні задачі НГВУ: виконання завдань; забезпечення високих темпів росту видобутку нафти і газу; підготовка нафти і газу у відповідності зі встановленими технічними вимогами; підвищення ефективності всього виробництва шляхом раціональної розробки нафтогазових родовищ у відповідності із затвердженими проектами (технологічними схемами), всебічне покращення використання експлуатаційного фонду свердловин; удосконалення технології видобування нафти; підвищення продуктивності праці; дотримання вимог з охорони надр і захисту довкілля; керівництво підвідомчими підприємствами і організаціями та забезпечення їх рентабельної роботи. В організаційній структурі НГВУ можна виділити три самостійні ланки: основне і допоміжне виробництва і група самостійних підприємств, підлеглих безпосередньо НГВУ.
До складу основного виробництва НГВУ входять інженерно-технологічна служба (ІТС), цех підтримування пластового тиску (ЦППТ), цех підготовки і перепомповування нафти (ЦП і ПН), газокомпресорний цех (ГКЦ). У складі допоміжного виробництва — база виробничого обслуговування (БВО) з підрозділами, що входять до неї, і цех науково-дослідних і виробничих робіт (ЦНД і ВР). Як самостійні підприємства у складі НГВУ звичайно є автотранспортна контора (АТК), будівельно-монтажне управління (БМУ), житлово-комунальна контора (ЖКК). Якщо НГВУ входить на правах виробничої одиниці в склад виробничого об'єднання, то останнє бере на себе виробничі і господарські функції, деякі підрозділи НГВУ виділяються і спеціалізуються в рамках об'єднання, організаційна побудова при цьому не змінюється.
ІТС НГВУ виконує функцію оперативного управління видобуванням нафти і газу, вона забезпечує виконання виробничих планів видобування нафти і газу з дотриманням установленої технології. ІТС складається з центральної інженерно-технологічної (ЦІТС) і районних (РІТС) служб. Число РІТС визначається кількістю свердловин, обсягами видобутку нафти і газу, числом віддалених один від одного розроблюваних родовищ. При невеликій розкиданості експлуатаційного фонду свердловин та інших об'єктів основного виробництва ІТС створюється без розділення на центральну і районні. ІТС підлягає безпосередньо начальнику НГВУ. Оперативні розпорядження ІТС обов'язкові для усіх виробничих підрозділів НГВУ.
БВО НГВУ створюється для забезпечення безперебійної роботи основного виробництва. БВО здійснює прокат всього механічного та енергетичного обладнання, засобів і систем автоматизації і телемеханізації, контрольно-вимірювальних приладів (КВП), підтримує їх у працездатному стані і забезпечує своєчасне матеріально-технічне, профілактичне і ремонтне обслуговування основного виробництва в планово-попереджувальному і оперативному порядку. БВО підлягає безпосередньо начальнику НГВУ. Свою діяльність БВО організовує у відповідності з поточними і перспективними планами підготовки і обслуговування об'єктів основного виробництва, а також оперативними вказівками інженерно-технологічної служби, при зміні виробничої ситуації чи виникненні аварійних положень. До складу БВО входять прокатно-ремонтний цех експлуатаційного обладнання (ПРЦ ЕО), прокатно-ремонтний цех електрообладнання і електропостачання (ПРЦЕ і Е), цех підземного і капітального ремонту свердловин (ЦП і КРС), цех пароводопостачання (ЦПВП), цех автоматизації і телемеханізації виробництва (ЦАТВ), прокатно-ремонтний цех електричних занурених насосів (ПРЦЕН).
Організаційна структура БВО встановлюється в залежності від об'єму, технологічної специфіки та умов виконання робіт, що і визначає наявність тих чи інших цехів і підрозділів в її складі.